# Michael Gothard
Michael Alan Gothard, född 24 juni 1939 i London, död 2 december 1992 i Hampstead i London, var en brittisk skådespelare. Han är kanske mest känd for sina roller som skurken Emile Leopold Locque i James Bond-filmen Ur dödlig synvinkel från 1981 och Athelstane i Ivanhoe från 1982.

## Biografi
Michael Gothard föddes i London 1939. Han reste runt i Europa och prövade olika arbeten, bland annat som byggnadsarbetare. Han bodde ett år i Paris vid Boulevard Saint-Michel i Quartier Latin. Han arbetade en kort period som fotomodell eftersom han var lång, men kände sig aldrig bekväm i det arbetet. Tillbaka i England, vid 21 års ålder, beslöt han sig för att bli skådespelare.
Gothards första roll var i ett avsnitt av science fiction-serien Out of the Unknown (1966). Han medverkade sedan i filmerna Herostratus (1967) och Up the Junction (1968). Han spelade senare en farlig seriemördare i filmen Skriiik ... och skriiik ... igen! (1970), regisserad av Gordon Hessler. I filmen gör han en minnesvärd flykt från polisen. I filmen medverkar även Vincent Price, Peter Cushing och Christopher Lee. Ett av hans viktigaste framträdanden var i skräckfilmen Djävlarna (1971), där han hade en roll som fanatisk häxjägare och exorcist. I filmen medverkade också Vanessa Redgrave och Oliver Reed. Gothard spelade även mördaren John Felton i filmerna De tre musketörerna (1973) och De fyra musketörerna (1974).
Gothard har medverkat i flera filmer och tv-serier med historiska teman, bland annat Arthur of the Britons (1972), en brittisk tv-serie om Kung Artur, där han hade en regelbunden roll som Kai. Gothard blev dock kanske mest känd för rollen som mördaren med de åttakantiga glasögonen, Emile Leopold Locque, i James Bond-filmen Ur dödlig synvinkel (1981). Trots att han inte säger ett ord i filmen blev hans insats omtalad. Rollen anses den viktigaste i hans karriär, eftersom han aldrig fick några större roller efter det.
Bland hans senare framträdanden ingår biroller i den historiska tv-filmen Ivanhoe (1982), och i science fiction-skräckfilmen Rymdens vampyrer (1985). Däremellan spelade han i en rad tv-serier som Minder (1985) och Hammer House of Mystery and Suspense (1986). Han spelade också George Lusk i tv-serien Jack the Ripper (1988), med Michael Caine.
Michael Gothard led av svår depression i slutet av sitt liv, dock är detaljerna oklara. Han hade ett antal flickvänner men gifte sig aldrig. Gothard begick självmord genom att hänga sig i sitt hem i Hampstead 1992.

## Filmografi i urval
- 1967 – Herostratus
- 1968 – Up the Junction
- 1970 – Skriiik ... och skriiik ... igen!
- 1970 – Den sista dalen
- 1971 – Djävlarna
- 1973 – De tre musketörerna
- 1974 – De fyra musketörerna
- 1978 – Atlantis
- 1981 – Ur dödlig synvinkel
- 1982 – Ivanhoe
- 1985 – Rymdens vampyrer

## TV-serier
- 1966 – Out of the Unknown (TV-serie)
- 1969 – Department S (TV-serie)
- 1970 – Paul Temple (TV-serie)
- 1972 – Arthur of the Britons (TV-serie)
- 1975 – King Arthur, the Young Warlord (TV-film)
- 1978 – Warrior Queen (TV-serie)
- 1979 – De professionella (TV-serie)
- 1980 – Ring så spanar vi (TV-serie)
- 1984 – Scarecrow and Mrs. King (TV-serie)
- 1985 – Minder (TV-serie)
- 1986 – Hammer House of Mystery and Suspense (TV-serie)
- 1988 – Jack the Ripper (TV-serie)